# Pierre Dupuis
Pierre Dupuis (Dieppe, 2 novembre 1929 – 26 dicembre 2004) è stato un illustratore e scrittore francese.con circa 40.000 tavole al suo attivo, Pierre Dupuis è un fumettista di fantascienza, western, avventura, storia ed erotico, soprannominato “L'Alexandre Dumas dei fumetti”.

## Biografia
Appassionato di fumetti americani di artisti come Alex Raymond, Hal Foster e Burne Hogarth, all'età di 9 anni realizza il suo primo fumetto, che vende agli amici. Tra i 12 e i 16 anni scrive commedie e tragedie in versi.
Studia filosofia e nel 1949 incontra Paul Gillon, illustratore di Lynx Blanc presso Vaillant, che lo introduce alla professione di illustratore. Nel 1950 Dupuis si rivolge a diversi editori: Éditions Vaillant, Elan, l'agenzia Paris-Graphic e Del Duca. Con sua grande sorpresa, viene accettato ovunque e consegna quattro storie complete a Elan per il mensile Gong; a Vaillant, una quindicina di storie nel tascabile 34 Caméra, tra cui Le roi des montagnes bleues (pubblicato nel numero 32 del 1º agosto 1950); al più grande Vaillant (1951-1952), otto storie complete e sostituisce Paul Gillon su Fils de Chine per alcune strisce, poi grazie a Jean Sanitas. L'agenzia Paris-Graphic pubblica Le fakir a le mauvais œil in Ce soir, e le Editions Mondiales pubblicano il suo primo fumetto, Au pays des Ouélés, nella raccolta Fantôme.
Entra a far parte della casa editrice SFPI di Jean Chapelle, per il settimanale Zorro, dove rimane per circa vent'anni, disegnando personaggi come Anton Marcus, Alan Bruce, Mac Gallan, Kwai, Cap 7, M.15 e Big Yowa, e ristampando le serie inglesi di Don Lawrence come Erik il vichingo e Olac il gladiatore, a cui dà un seguito inedito. Negli anni 1969-1970 ha realizzato alcuni adattamenti di Signe de piste e due serie di fantascienza: Les pirates de l'infini, in Zorro hebdo dal 1952 al 1954, ristampato nel mensile Espace (1953-1954), ripubblicato da Glénat in forma di album nel 1977; e Titan in piccolo formato su 12 numeri (1963-1964) ristampato da Glénat, nella raccolta BD poche (1977) e in un grande formato di 480 pagine nel 1981.
Oltre alle sue illustrazioni per giornali francesi come France Dimanche, Ici Paris, La Semaine de Suzette (1958-1960) e Fillette (1951), il fumettista ha esteso il suo lavoro ai supplementi della stampa belga.
Ricoverato per tubercolosi nel sanatorio di Tours tra il 1962 e il 1963, continua a lavorare e a produrre Titan (300 pagine, realizzate direttamente a inchiostro, senza alcuna precedente stesura a penna) per pagare le spese di degenza e sfamare la famiglia. Nonostante i suoi sforzi, il suo editore Glénat lo licenzia dopo diversi anni di collaborazione.

## La carriera
Ha lavorato a lungo per Del Duca, su Inimité, Nous Deux (riviste popolari), L'Intrépide, Hurrah! e Télé Jeunes (1960-1962). Per l'agenzia belga World Press, contribuisce con trentacinque storie tratte da L'Oncle Paul a Spirou, insieme a numerosi collaboratori tra cui Paape, Attanasio, Follet e Octave Joly (Le grand Ferré, pubblicato nel 1953), che diventa l'unico sceneggiatore della serie. Ha lavorato con Goscinny, Uderzo e Charlier, ma ha avuto poco interesse per il fumetto belga. Scrive anche alcune storie per Bonnes soirées e ristampa Marco Polo per La Libre junior (1953), dove sostituisce Uderzo, e alcune strisce di Belloy per Paris Graphic di Debain. Pubblica sulla stampa per adulti Le chevalier de L'espérance in Avant Garde (1952). Nel 1964 inizia un periodo di dodici anni presso L'Humanité, scrivendo diverse strisce per la striscia quotidiana Mam'zelle Minouche, originariamente disegnata da Raymond Poïvet e scritta da Roger Lécureux (1964-1976). Tra il 1971 e il 1974 ha scritto anche altre tre strisce quotidiane per L'Humanité, basate su sceneggiature di Jean Sanitas, tra cui Le Guerrier à l'alouette e Le Héros de la steppe. Ha scritto anche una storia apparsa su Allez France nel 1969. Nel 1969-1970 ha adattato Diabolik per la raccolta Diable Noir.
Alla fine degli anni Sessanta viene licenziato dalla SFPI e dalla Vaillant. Trova presto lavoro presso la rivista sindacale La Vie Ouvrière, dove illustra fumetti di impegno politico basati su sceneggiature di Lécureux e Sanitas: L'Orchestre Rouge, Sacco et Vanzetti, Routes brûlantes, Spartacus e 3 de l'an 3000, un fumetto di fantascienza. Si unisce inoltre alle Editions Ventillard, pubblicando Marius e Le Hérisson. Pierre Dupuis produce fumetti per adulti, in particolare storie complete di umorismo, avventura e fantascienza. Subentra a Mac Gallan e Anton Marcus e crea Pantzie, la cui avventura proseguirà in un albo pubblicato da Glénat nel 1979, Phoebus e Les Empotés su una famiglia umoristica. Lavora per 20 Ans con Herminette (1970-1971) e nel 1971 pubblica, sotto lo pseudonimo di Marcus, Albéric Barbier in Spirou, basato su una sceneggiatura di Jean Sanitas firmata con lo pseudonimo di Sani, una serie senza futuro perché l'editore belga voleva abbassare il prezzo delle tavole per un eventuale seguito.
Nel 1974 si dedica al fumetto storico: La Seconde Guerre mondiale, undici albi che completa nel 1985, pubblicati da Hachette e poi da Dargaud a partire dal decimo volume, nel 1984. Dargaud lo ripubblica e nel 1980 lancia il mensile Albatros, in cui disegna Kronos su sceneggiatura di Henri Filippini, seguito da una serie di biografie per la collana Les Grands Capitaines, come Charles de Gaulle - l'Homme du 18 juin e Churchill - Les Ailes du Lion, nella collana Archer Vert Robin des Bois nel 1983. Tra il 1990 e il 1994 ha disegnato L'Aventure Olympique in quattro volumi. Ha prodotto anche album educativi e regionali, come Charente nel 1987 e L'Auvergne nel 1988; per Chancerel, La Photo nel 1976; per l'UDF, Une autre solution pour la France nel 1978; e per Roche products, dove ha realizzato tre album nel 1986, tra cui uno per i cantieri navali Otis (1991). Dupuis ha inoltre contribuito con cinque album all'Encyclopédie en bande dessinée pubblicata da Editions Auzou.
Per la stampa ha adattato la serie televisiva Super Jaimie per Télé-Junior, ristampata in forma di album nel 1978. Ha inoltre illustrato il racconto Les fils du dragon di J. Ollivier, pubblicato su Vécu nel 1987, e nel 1973 ha disegnato Les gros cubes per France-Soir, oltre a fumetti documentari per Marie Claire nel 1981 e 1982, e quattro strisce sul n. 0 di Casablanca nel 1982.
Nel 1995 disegna fumetti erotici e nel 1986 l'album erotico-umoristico Jartyrella per l'editore Garancière e nella raccolta in brossura pubblicata da Média 1000, tra il 1995 e il 1997: Pendant la dernière guerre..., Top Model pour faire la une, Je suis devenue agent secret Serbe pour survivre, La vue d'un uniforme me donne envie de faire l'amour. Ha scritto anche Picabo per Bédéadult.

### La sua vita privata
Ha una figlia, Dorothée Dupuis, curatrice di mostre.

## Tecnica e stile
Dupuis era un disegnatore realista che scriveva i suoi testi a mano e disegnava a matita, poi a inchiostro e pennello n. 5, ma anche a pennarello. Il suo tratto "fermo, vivace e preciso " si accentua quando entra a far parte della Chapelle (SFPI) e lavora per il settimanale Zorro. Il suo stile di disegno è più personale, vivace, movimentato e meticoloso. A volte, però, esagera con i riquadri fino a occupare l'intera larghezza della striscia. Tuttavia, non si occupava personalmente dei colori e delle scritte.
Dupuis non amava il testo sotto le immagini, preferendo le bolle vocali. È su questa base che l'artista pubblicò un concetto di strisce parallele (un unico breve testo sotto le solite 3 immagini, anziché 3 paragrafi) su L'Humanité a metà degli anni Cinquanta: "Ho un ricordo molto bello di queste produzioni, che mi permettevano di combinare contesto storico e fantasia sfrenata nel trattamento! In realtà, il contesto era semplicemente la propaganda marxista e il trattamento era pieno di errori di dettaglio! Non importa. Ecco perché le storie si differenziavano da quelle dei miei colleghi di talento".

## Impegno personale nella difesa della professione di disegnatore
Oltre al suo lavoro, e per molti anni a seguire, Pierre Dupuis si impegnò attivamente nella difesa del sindacato dei disegnatori, al fine di garantire l'applicazione delle leggi sociali a una professione che era stata emarginata dalla fine della guerra. Inizialmente, riunì dieci membri del suo sindacato, tra cui Le Goff. Nel 1972, il sindacato si scioglie e rappresenta quindici membri, tra cui R. Garel alla CFDT. Negli anni '80, i membri del sindacato erano 240 su un totale di 350 professionisti in Francia.
Dopo diverse cause giudiziarie, sono stati raggiunti dei risultati e gli autori di fumetti sono stati riconosciuti come giornalisti freelance (con previdenza sociale, pensione, ecc.). Ma tutti questi progressi sono stati messi in discussione dal crollo dell'editoria. Lo status di un autore di albi (Publishing) non è lo stesso di un autore pubblicato in pubblicazioni (Press). L'impegno che ha dimostrato nel corso degli anni gli è valso un certo astio da parte di alcuni editori, da cui i numerosi licenziamenti. Egli rivela il ventre di una professione ritenuta ideale e priva di problemi, in particolare nel numero 29 di Hop! in cui denuncia la realtà dei rapporti tra editori e fumettisti. È una lettera aperta in cui il fumettista condivide la sua personale visione della professione e dell'ambiente in cui lavora.
Dichiara la necessità di aderire a un sindacato per non essere un vignettista isolato, contribuendo a creare legami di solidarietà tra i vignettisti. Questo ha portato alla creazione di una sezione del sindacato CFDT da parte dei disegnatori editoriali.

## Lavoro pubblicitario
Pierre Dupuis ha esteso il suo lavoro al campo della pubblicità, collaborando con Publicis, Mac Cann e Dorland. In un'intervista ha dichiarato: "Amo lavorare [nella pubblicità] perché vengo pagato così tanto che non devo preoccuparmi dei soldi. È l'unico momento della mia vita".

## Tempo libero
Dupuis si dichiara appassionato di disegno, ma ama anche il balletto e l'opera. Per quanto riguarda la letteratura, gli piace la letteratura metafisica come il romanzo di Proust À la recherche du temps perdu. Ammira altri autori come Miller, Lampedusa, Buzzati, Yourcenar, Giono, Abellio, Nietzsche, Dostoevskij..
Tra i film della Settima Arte preferiti da Dupuis ci sono Aleksandr Nevskij di Sergei Eisenstein e I predatori dell'arca perduta di Steven Spielberg, che vede Indiana Jones impegnato in una serie di avventure. Ama anche alcuni film d'amore, come lo svedese Elvira Madigan, che racconta la storia di un amore proibito tra un'artista e un uomo sposato alla fine del XIX secolo, diretto da Bo Widerberg, o La Femme des sables, un film giapponese diretto da Hiroshi Teshigahara su uno scienziato imprigionato in un villaggio che è costretto a sposare la donna che lo ospita.
Per quanto riguarda lo sport, il disegnatore è appassionato di tennis, che ha praticato per vent'anni. Gli piacciono anche le corse automobilistiche e il modellismo.
Per quanto riguarda l'arte, dice di cercare "di emozionarmi, di uscire da me stesso, devo divertirmi o singhiozzare. Non mi interessa nient'altro".

## Premi
- Cavaliere dell'Ordine delle Arti e delle Lettere

## Opere

### Pubblicazioni in periodici
- Aigle Noir, Gong, Éditions Elan, 1950
- Alan Bruce, Zorro l'invincibile, Éditions l'Invincible
- Albéric Barbier, storia completa nel numero 1725 di Spirou, Dupuis, 6 maggio 1971
- Anton Marcus, Zorro l'invincibile, Éditions l'Invincible, 1953
- Belles Histoires de l'Oncle Paul, Spirou, Éditions Dupuis, 1953
- Bison noir, Spécial Zorro, S.F.P.I.
- Paul Gillon poi Pierre Dupuis, Fils de Chine, Vaillant, Éditions Vaillant, 1952
- Henri Filippini (sceneggiatura), Pierre Dupuis (disegni), Kronos, Édition Dargaud, 1980: fantascienza post-atomica creata in Albator nel 1980: Kronos 1980; Objectif Kronos, 1981
- Jean Ollivier (sceneggiatura), Pierre Dupuis (disegni), Les Fils du Dragon, Vécu, Glénat, 1987.
- Les Pirates de l'infini, Zorro l'invincible, Éditions l'Invincible, 1952.
- Mac Gallan, Cap 7, S.F.P.I., 1959-1965 (Mac Gallan, Glénat, 1977).
- Raymond Poïvet (disegni dal 1961 al 1965) poi Pierre Dupuis, Roger Lécureux (sceneggiatura), Mam'zelle Minouche, L'Humanité, Édition Pressibus, 1965.
- Picabo, Bédéadult, Centre Audiovisuel de Production, 1987.
- M. Millar (sceneggiatura), Pierre Dupuis (disegni), Super-Jaimie, pre-pubblicato su Télé-Junior e pubblicato da Éditions Télé-junior, 1979: sclerosi multipla e supereroi.
- Titan, Zorro l'invincibile, Éditions l'Invincible

### Pubblicazioni sotto forma di album
- Mauguil (sceneggiatura et Dupuis (desegni), Charente, Éditions du Rameau, 44 pagine, 1987.
- Pierre Dupuis (desegni e sceneggiatura), Comtesse Von Rittersberg: Pendant la dernière guerre, j’ai couché avec les Allemands, les Russes et les Américains... (broché ou cartonné souple), Édition Media 1000 Pocket, 1195 pagine, 1995. Primo titolo di una serie di poches-érotiques.
- Guillot (sceneggiatura) e Pierre Dupuis (disegni), Histoire de la Bourgogne, L'Histoire de la Charente (cartonato), Édition Rameau, 1987.
- Pierre Dupuis (sceneggiatura e disegni) e Moloch (disegni), Jartyrella (cartonato), Édition Garancière, 62 pagine, 1986: un'avventura erotica.
- Bernard-Henri Lévy e Pierre Dupuis, L'autre solution pour la France (brossura o softback), Éditions Service de l'homme, 47 pagine, 1978: un fumetto politico per l'UDF.
- Dupuis (disegni) e Claude Moliterni (sceneggiatura) e Thierry Roland (sceneggiatura), L'Aventure Olympique (4 volumi), Éditions Dargaud, 1990-1994: una storia dei Giochi Olimpici con un dossier supplementare::
  - Claude Moliterni (sceneggiatura) e Pierre Dupuis (disegni), De l'Antiquité à 1924, 50 pagine, 1990
  - Claude Moliterni (sceneggiatura) e Pierre Dupuis (disegni), Dal 1928 al 1956, 50 pagine, 1992
  - Thierry Roland (sceneggiatura) e Pierre Dupuis (disegni), Dal 1960 al 1976, 52 pagine, 1992
  - Thierry Roland (sceneggiatura) e Pierre Dupuis (disegni), Dal 1980 al 1992, 67 pagine, 1994
- Pierre Dupuis (sceneggiatura e disegni), La Seconde Guerre Mondiale, pubblicato da Hachette poi Dargaud, 1974-1985: le grandi ore della Seconda Guerra Mondiale. La serie si chiamò inizialmente Histoire/BD dal 1974 al 1977, pubblicata da Hachette. I volumi sono stati 11, tutti in cartonato:
  - Dunkerque - Opéra Dynamo (Dunkerque, Dargaud, 1985), Hachette, 1974, 44 pagine
  - Blitzkrieg - Tonnerre sur Varsovie (Blitzkrieg - Tuono su Varsavia, Dargaud, 1984), Hachette, 1974, 46 pagine
  - La battaglia d'Inghilterra - Uragano sulla Manica, Hachette, 1975, 44 pagine
  - La Résistance - Les Armées de l'ombre (La Résistance - Les Armées de l'ombre, Dargaud, 1983), Hachette, 1975, 44 pagine
  - Moscou - Opération Barbarossa (Mosca, Dargaud, 1982), Hachette, 1976, 46 pagine
  - Vers la victoire - De Stalingrad à Berlin (Stalingrado, Dargaud, 1983), Hachette, 1976, 44 pagine
  - Afrika Korps - La guerra del deserto (Afrika Korps, Dargaud, 1982), Hachette, 1977, 44 pagine
  - Banzaï - Da Pearl Harbor a Hiroshima (Banzaï, Dargaud, 1982), Hachette, 1977, 44 pagine
  - orteresses volantes (Fortezze volanti, Dargaud, 1983), Hachette, 1977, 44 pagine6[11]
  - Overlord, Dargaud (inedito), 1984, 44 pagine
  - U-Boote, Dargaud (inedito), 1985, 44 pagine
- Jean-Gérard Imbar (sceneggiatura) e Pierre Dupuis (disegni), La Vie, L'Encyclopédie en bandes dessinées, Éditions Philippe Auzou, 160 pagine, 1981